# 311 км (колійний пост)
311 км — колійний пост Полтавської дирекції Південної залізниці на електрифікованій лінії Ромодан — Полтава-Південна між станцією Супрунівка та зупинним пунктом Івашки. Розташований біля села Гожули Полтавського району Полтавської області.

## Історія
Колійний пост 311 км відкритий 2007 року на лінії Київ — Полтава, яка була відкрита ще у 1901 році та електрифікована змінним струмом (~25 кВ) у 2002 році.
Має виключно технічне значення, тому приміські електропоїзди прямують через колійний пост без зупинок і у розклади руху поїздів не внесений.